# Кровяков, Сергей Викторович
Сергей Викторович Кровяков (род. 6 мая 1968, Саратов) — советский и российский хоккеист, защитник. Российский тренер.

## Биография
Воспитанник саратовского «Кристалла», в сезонах 1985/86 — 1986/87 играл за «Кристалл» в первой лиге и за «Химик» Энгельс во второй. Два следующих сезона провёл в СКА МВО Калинин. В начале сезона 1989/90 сыграл два матча за «Сокол» Киев в высшей лиге, затем вернулся в «Кристалл». В сезонах 1991/92 — 1992/93 играл за «Химик» Энгельс, в сезоне 1993/94 провёл 37 матчей за «Кристалл» в МХЛ. В сезоне 1995/96 сыграл 10 матчей за «Химик», после чего завершил карьеру.
Работал тренером в «Кристалле» и ДЮСШ «Кристалл». С сезона 2013/14 — тренер в команде МХЛ-Б «Кристалл-Юниор», с 17 января 2015 до 5 октября 2016 — главный тренер. С сезона 2017/18 — тренер «Кристалла». После домашнего проигрыша «Кристалла» «Чебоксарам» 22 октября 2020 года со счётом 2:13 стал исполняющим обязанности главного тренера вместо отправленного в отставку Сергея Нуржанова, затем стал главным тренером. Вместе с командой дважды выигрывал серебро первенства ВХЛ. В конце февраля 2023 года после двух домашних разгромных поражений от ЦСК ВВС 1:10 и 2:11 ушёл на больничный и покинул пост главного тренера.